# إيميت (مقاطعة ماراثون)
إيميت، مقاطعة ماراثون (بالإنجليزية: Emmet, Marathon County, Wisconsin)‏ هي بلدة تقع بولاية ويسكونسن في الولايات المتحدة. تبلغ مساحتها 104.1 (كم²)، وترتفع عن سطح البحر 384 م، بلغ عدد سكانها 931 نسمة في عام 2010 حسب إحصاء مكتب تعداد الولايات المتحدة .

## وصلات خارجية
- www.townofemmet.com
- The US50 - Cities and Towns in Wisconsin State
- Wisconsin Cities and Towns, Facts, Map, Flag, Colleges, Government, and More